# 加洛韦
加洛韦（蘇格蘭蓋爾語： [ˈkal̪ˠaɣəl̪ˠu]）是苏格兰西南部的一个地区，由历史郡威格顿郡和柯克库布里郡组成。该地区作为议会区的一部分，由邓弗里斯-加洛韦议会区管理。
加洛韦西南临海，北有加洛韦丘陵，东以尼斯河为界；柯克库布里郡与威格顿郡之间的边界由克里河划定。然而，该地区的定义在历史上规模变化很大。
加洛韦的本地人或居民称为“加洛韦人”（Gallovidian）。该地区的名称源自“Gall-Gàidheil”（意为“异族盖尔人”），诺斯-盖尔人——一个盖尔人与诺斯人混血的民族——似乎在10世纪定居于此。与苏格兰低地其他地区相比，加洛韦作为盖尔语区的身份维持了更长时间，当地的加洛韦盖尔语方言至少延续到了18世纪。
一种耐寒的黑色无角牛品种被称为加洛韦牛，原产于该地区，此外还有一种更具特色的带带加洛韦牛（Belted Galloway），俗称“带子牛”（Beltie）。